# Холодная (посёлок)
Холо́дная — посёлок в Северо-Байкальском районе Бурятии. Административный центр сельского поселения «Холодное эвенкийское».

## География
Расположен в 16 км к северо-востоку от районного центра, посёлка Нижнеангарска, на правом береги реки Холодной (приток Кичеры), по северной стороне автодороги Северобайкальск — Новый Уоян. К югу от автодороги, в 0,5 км от центра посёлка, находится остановочный пункт 1103 км Байкало-Амурской магистрали.

## Население
| 2002 | 2010 |
| ---- | ---- |
| 329  | ↗345 |

## Инфраструктура
Киндигирская основная общеобразовательная школа, культурно-досуговый центр, детский сад, краеведческий музей.